# 宁乡县第三高级中学
宁乡县第三高级中学（英語：Ningxiang county Third Senior High School），位于湖南省长沙市宁乡县黄材镇，是宁乡县高级中学之一。

## 历史
1935年，湖南著名的数学家徐钰礼创建了湖南私立沩滨初级中学，它是宁乡县第三高级中学的前身。
1952年，中共宁乡县人民政府接管了湖南私立沩滨初级中学，并且正式将它命名为宁乡县第三初级中学，只招收初中生。
1958年，宁乡县第三初级中学开办高中，接受高中生。
1972年，宁乡县第三初级中学停止招收初中生，只收高中生，并且改名字为“宁乡县第三高级中学”。
2011年，因生源急剧缺乏，中共宁乡县人民政府将宁乡县第三高级中学降级为沩滨中学。

## 知名校友
- 刘九如（软件教授）[2]
- 姜素椿（医学教授）[1][2]
- 喻喜春（中医学教授）[2]
- 张炳生（中华人民共和国将军）[2]
- 姜登科（大校兼任中华人民共和国驻香港部队参谋长）[2]
- 刘献君（华中科技大学教授）[2]
- 闵应骅（美国工程院院士）[2]